# Stephen Harper
Stephen Joseph Harper (Toronto, 30 d'abril de 1959) fou el 22è primer ministre del Canadà (del 2006 fins al 2015) i líder del Partit Conservador (del 2004 fins al 2015). Va esdevenir primer ministre amb la formació d'un govern de minoria després de les eleccions del gener del 2006, acabant amb dotze anys ininterromputs de govern liberal. Com a primer ministre, i segons el protocol canadenc, rep el títol vitalici d'El més honorable.

## Biografia
Harper ha estat membre del parlament representant al sud-oest de l'Alberta des del 2002 i de l'est de l'Alberta de 1993 a 1997.
Com a membre fundador del Partit de la Reforma, va encapçalar la Coalició Nacional dels Ciutadans. El 2002, Harper va succeir Stockwell Day com a líder de l'Aliança Canadenca (AC) i va retornar al parlament com a líder de l'oposició. El 2003 va aconseguir un acord amb el líder del Partit Conservador Progressista del Canadà (PCPC), Peter MacKay, per unir AC i PCPC i formar el Partit Conservador del Canadà, del què va ser elegit com a primer líder no interí el març del 2004.

### Primer ministre
Les eleccions federals de Canadà de 2006 van donar lloc a un govern del Canadà en minoria conservadora encapçalat per Harper amb 124 escons al parlament amb una oposició liberal i un NDP reforçat. fins al 2015 mantingué un govern en minoria. El govern de Harper va continuar la missió de combat del Canadà a la guerra de l'Afganistan, va retallar impostos i el suport del Canadà al Protocol de Kyoto sobre l'escalfament global, i va impulsar la reforma del Senat i va aprovar una llei per fixar futures dates per a les eleccions. Sota el lideratge de Harper, el govern federal no va mantenir l'Acord de Kelowna amb els pobles indígenes, nacions métis i líders inuits del Canadà per eliminar els dèficits de les Primeres Nacions en finançament, salut, educació i habitatge.
El gabinet de Harper va ser derrotat en una moció de censura el 25 de març del 2011, després de ser considerat per menysteniment al Parlament i va aconsellar al governador general que convoqués eleccions anticipades, que va guanyar per majoria absoluta.